# Arado

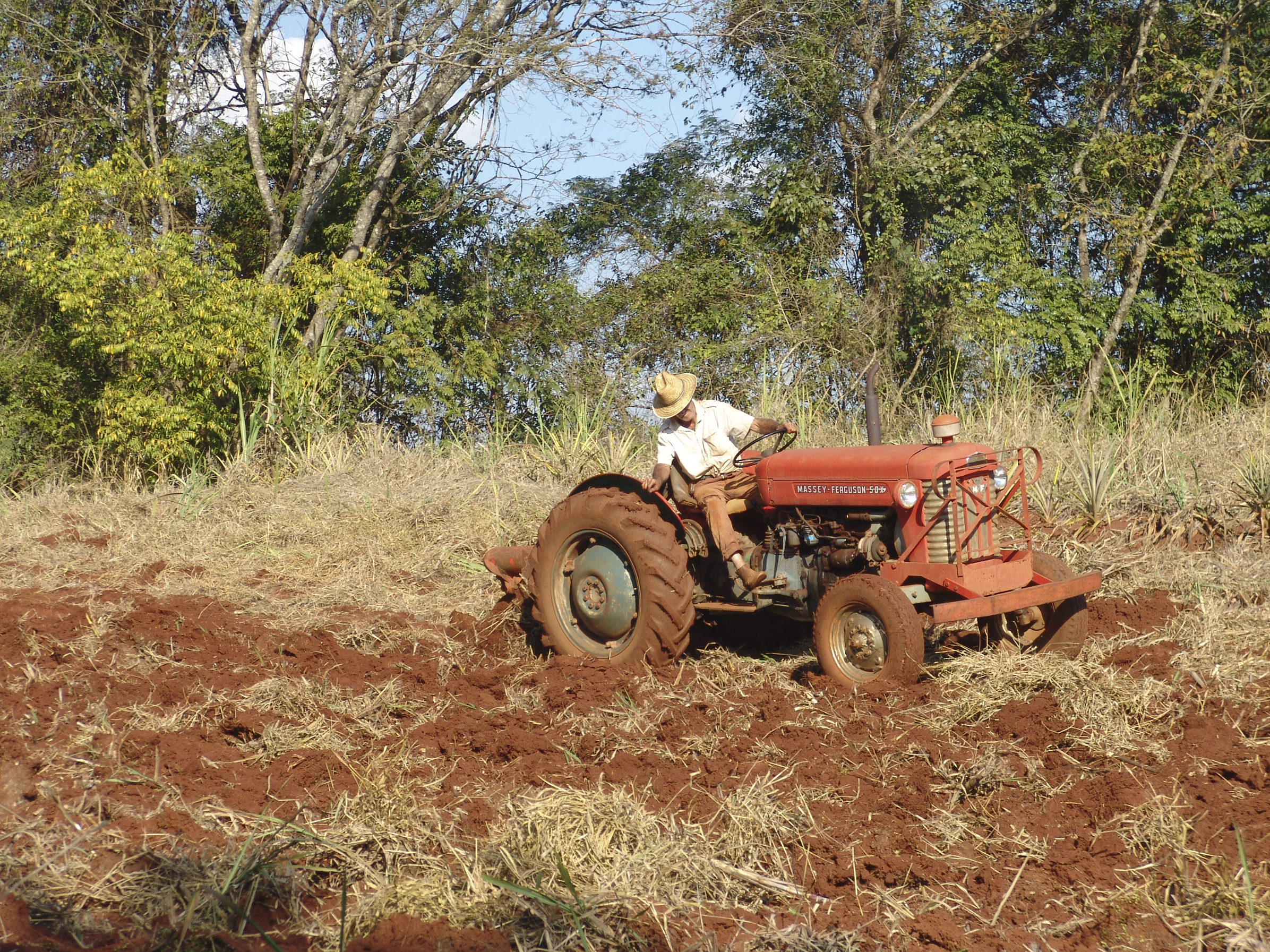
Arando para plantio

Arado é um instrumento que serve para lavrar (arar) o solo, revolvendo a terra com o objetivo de descompactá-la e, assim, viabilizar um melhor desenvolvimento das raízes das plantas. Expõe o subsolo à ação do sol, ajudando a aumentar a temperatura e apressar o degelo. Também enterra restos de culturas agrícolas anteriores
ou ervas daninhas porventura existentes. Melhora ainda a infiltração de água no solo e a aeração, além de realizar a construção de curvas de níveis. É uma das etapas agrícolas que antecede a semeadura.Além desse objetivo primacial, a aração permite um maior arejamento do solo, o que possibilita o desenvolvimento dos organismos úteis, como as minhocas, além de, alguns casos, permitir a mistura de nutrientes (adubos, químicos ou orgânicos; corretivos de acidez, etc.). O arado é capaz de descompactar uma camada de solo que pode chegar aos 40 cm de profundidade.

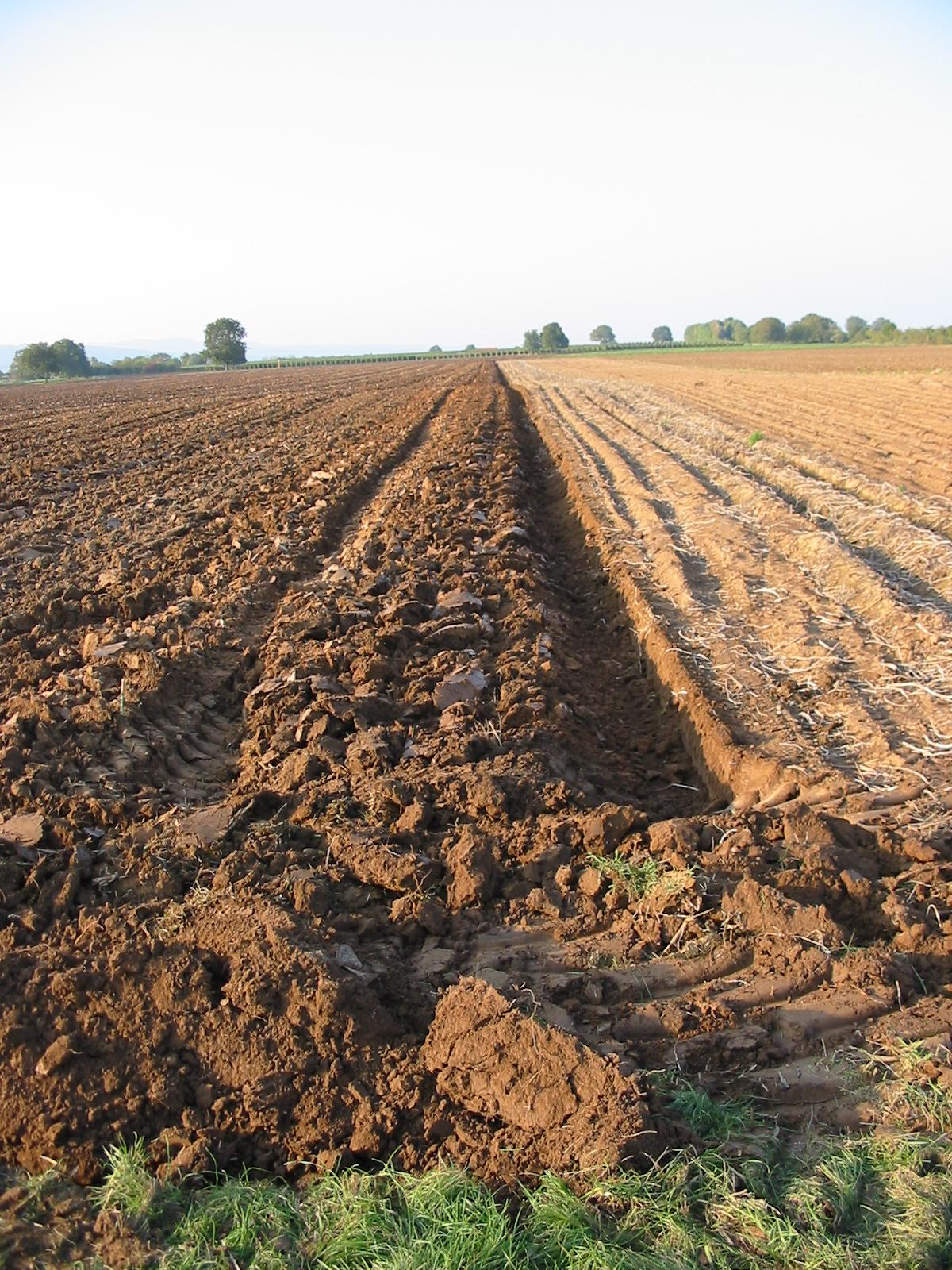
Terreno arado

Foi uma das grandes invenções da humanidade, por permitir a produção de crescentes quantidades de alimentos e o estabelecimento de populações estáveis.

## Origem
Por volta de 4500 a.C., o ser humano cansou de vagar em busca de terras boas para o cultivo e de depender de minhocas para preparar o solo. Nossos antepassados usavam galhos de árvores para afofar o solo e fazer sulcos onde eram colocadas as sementes, como enxadas primitivas. Como nessa época o ser humano já havia dominado a metalurgia e a domesticação de animais, inventou um utensílio feito com galhos bifurcados (que depois recebeu uma pedra afiada na ponta) que, puxado por animais, arava a terra.  Os sumérios foram os primeiros a utilizarem arados tracionados por animais.

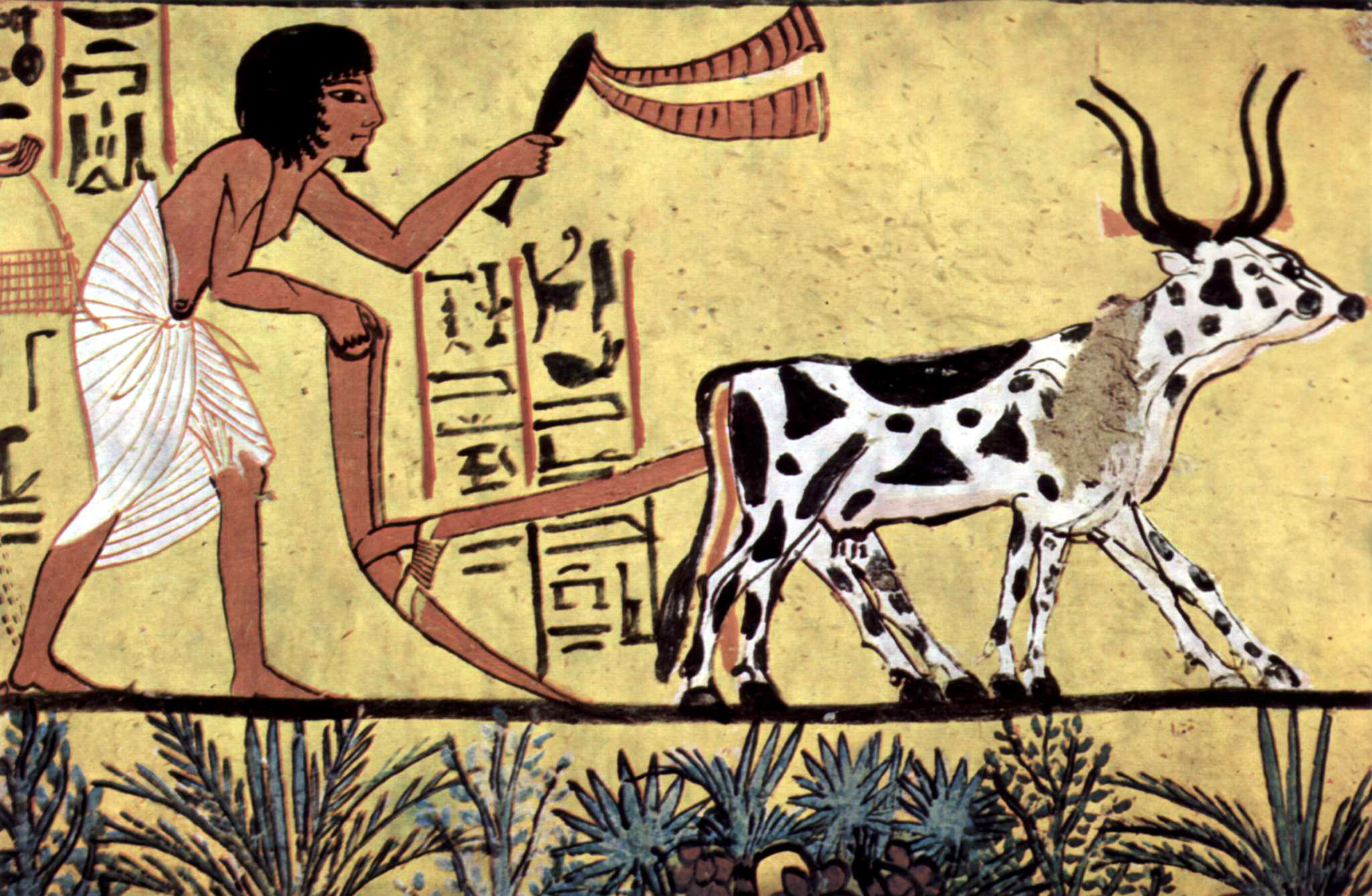
Antigo arado egípcio, circa 1200 a.C.

A partir do domínio da terra, o ser humano se fixou em aldeias e aumentou consideravelmente sua produtividade, gerando excedente e consequentemente iniciando atividades comerciais com povos vizinhos. Os principais polos foram os vales dos rios da Mesopotâmia, Egito, Índia e China, os berços das primeiras civilizações da Antiguidade. O impacto da invenção do arado foi tão grande que hoje ela é considerada um marco da Revolução Agrícola. Os arados desta época apenas rasgavam a terra, sem revirá-la como fazem os arados mais modernos.
O arado conhecido mais antigo do mundo, aproximadamente do ano 1.500 a.C. está exposto no Museu Nacional da Baixa Saxónia.

## Evolução do arado
A evolução foi muitíssimo lenta, baseando-se apenas em melhorar o arado de pau puxado pelo homem e alguns utensílios de pedra, passaram-se séculos para que os trabalhos de arrasto feitos pelo homem pudessem ser substituídos pela força animal, libertando-se o homem de trabalho tão árduo. Com o aparecimento e barateamento do ferro, o arado foi melhorado.
Na Baixa Idade Média houve várias conquistas técnicas com o arado de ferro, foram desenvolvidas novas maneiras de se atrelarem os animais, de modo a permitir que eles fossem utilizados à plena força, além de ter sido substituído o boi pelo cavalo, como animal de tração.
No início do século XIX os arados eram feitos de ferro fundido, adequados ao solo arenoso, porém solos mais ricos se agarravam nas partes inferiores do arado, obrigado o operador a parar e raspar o solo do arado. John Deere, em 1837, estudou este problema e chegou a conclusão que um arado com uma aiveca e uma lâmina com uma forma apropriada, altamente polidas, deveriam limpar-se a si próprias ao torcer sulco de solo grudado no arado.

## Tipos de arado

Arado de aiveca: 1) timão (o temão, apo); 4) teiró; 6) relha; 7) aiveca

### Manual
Também chamado de vanga ou enxadão, feito de madeira ou ferro.

### Cunha simples
Eram primitivos arados em madeira ou ferro , em forma de L, de tração animal.

### Aivecas
São arados em ferro na forma de um V, com tombador de terra, para tração animal ou mecânica. É o mais antigo implemento fabricado para a realização do preparo do solo. No Brasil, esse implemento é mais destinado à tração animal.
Possui diversos tipos: aiveca helicoidal destinada a uma lavoura superficial e rápida, deixando um solo com torrões grandes; semi-helicoidal (Universal ou Americana) recomendada para uma lavoura normal, deixando torrões grandes na parte inferior e torrões menores na camada mais superficial; aiveca cilíndrica é recomendada para lavoura com tração animal, deixando torrões de todo o tamanho misturado com o solo pulverizado; aivecas recortadas recomendadas para solos pegajosos.
O arado de aiveca produz uma inversão do solo melhor que a do arado de discos, mas apresenta restrições ao uso em solos com obstáculos, tais como pedras e tocos, caso não haja mecanismos de segurança, com desarme automático. O arado de aiveca pode ser equipado com vários acessórios, que facilitam o corte vertical do solo e evitam o embuchamento.

### Arado de discos rotativos

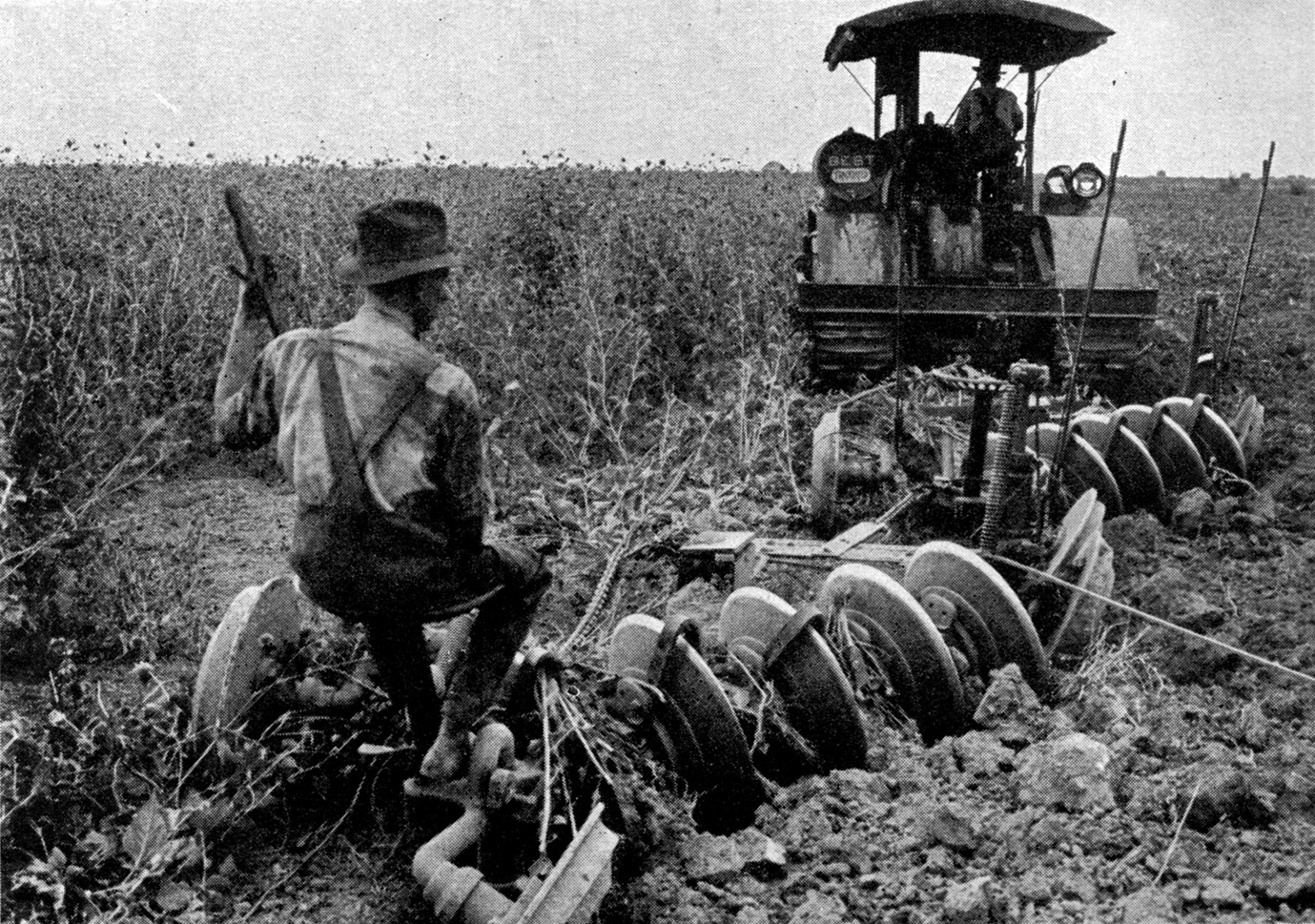
Arado de discos

Possui grandes discos de aço apoiados em mancais rotativos, para tração mecânica. Surgiu como alternativa ao de aiveca e teve como ponto de partida a grade de discos, sendo o implemento de preparo de solo mais usado no Brasil, devido a sua facilidade de confecção e melhor adaptação às variadas condições de solos. Apesar do movimento giratório dos discos, que corta o solo e a vegetação, esse tipo de arado requer peso para penetrar no solo; o que não acontece no de aiveca, cuja penetração é provocada pela conformação de suas partes ativas.
É ideal para ser usado em solos secos, duros, pegajosos, com raízes e pedras, nos quais as aivecas apresentam dificuldades de operação. Quando o solo é arenoso e limpo pode-se utilizar discos grandes; em solos duros com raízes e restos vegetais, recomenda-se utilizar discos menores e com bordas recortadas. Um inconveniente deste tipo de arado é que com o passar dos anos e uma utilização contínua, pode haver uma acumulação de terra nos terraços, pois esse tipo joga a terra para um dos lados. Para evitar esse problema, deve ser adotada a prática de se alternar o sentido de tombamento das leivas. Outro inconveniente desse tipo de arado é que uma das rodas do trator passa sobre o sulco aberto, compactando o solo. Por outro lado, os arados de discos possuem a vantagem de continuarem operando, mesmo depois que seus órgãos ativos tenham sofrido um desgaste considerável, podendo ser utilizados em solos abrasivos sem perda da sua eficiência.

### Grade aradora
Também chamado de arado escarificador, possui de cinco a onze ferros ou braços montados em barras paralelas sobre um quadro porta-ferramentas e espaçados entre si de 60 a 70 cm, em cada barra, de modo a dar um espaçamento efetivo entre sulcos paralelos de 30 a 35 cm. Aumenta a rugosidade do solo,  quebra a estrutura do solo a uma profundidade de 20 a 25 cm, aumentando a capacidade de infiltração de água no solo, diminui a evaporação e quebra a camada compactada, abaixo da área de preparo de solo. Por causa de sua maior velocidade, à medida que se aumenta a área da propriedade, há uma preferência pela grade aradora em detrimento do arado de disco. Uma desvantagem da grade aradora é que ela provoca grande pulverização do solo.

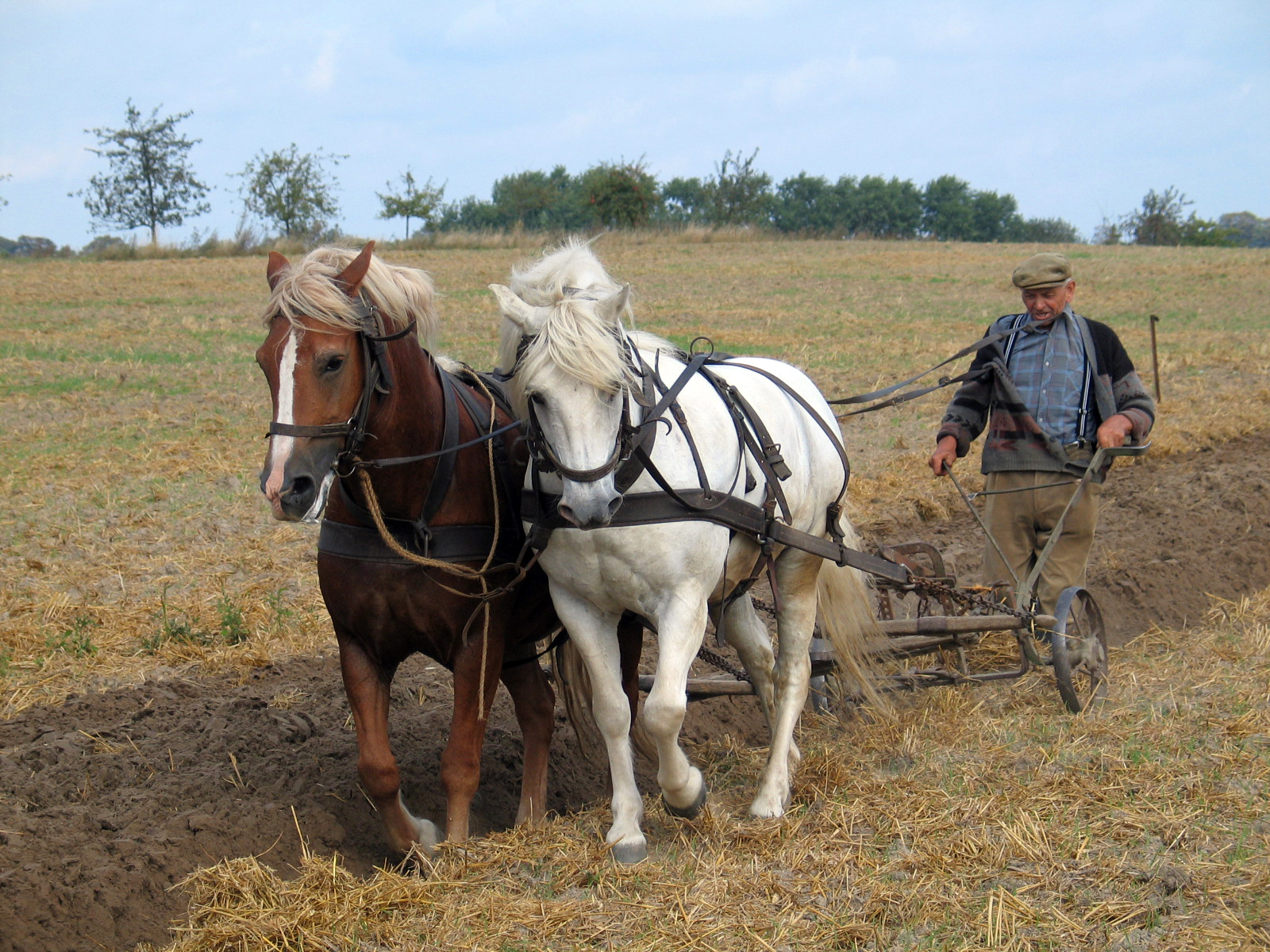
Arado de tração animal

Quanto ao tipo de tração, o arado pode ser:
- De tração animal: bovinos ou equinos;
- De tração humana;
- Por tração motorizada, como um trator.

Os arados puxados por tratores podem ser simples, utilizados em pequenas explorações agrícolas, ou múltiplos,utilizados nas grandes explorações.

## Agricultura tropical
Em regiões de clima tropical e altas temperaturas, a exposição do substrato ao calor do sol pode ter efeitos contrários ao pretendido, com excessiva perda de humidade e extinção da micro-fauna biológica que ajuda a decomposição e o aproveitamento dos nutrientes. A lavoura com arado também facilita a erosão, o que pode ser um grande problema em regiões de chuvas intensas. Por isso, a prática agrícola moderna preconiza uma mínima movimentação do solo, a utilização do chamado plantio direto, onde apenas uma estreita faixa é revolvida, mantendo-se a cobertura de restos culturais sobre o terreno, o que ajuda na manutenção da humidade.

## Esquemas de arada
Como o arado comum sempre tomba a terra para um mesmo lado,é impossível ter-se linhas consecutivas trabalhadas em sentidos inversos, que estragariam o terreno. Usam-se então esquemas para dividir a área em glebas, arando umas na ida e outras na volta. É preciso também arar transversalmente à declividade, para não facilitar a erosão.
Modernamente usam-se arados reversíveis por acionamento mecânico ou hidráulico, que facilita a prática agrícola.

## Ver também

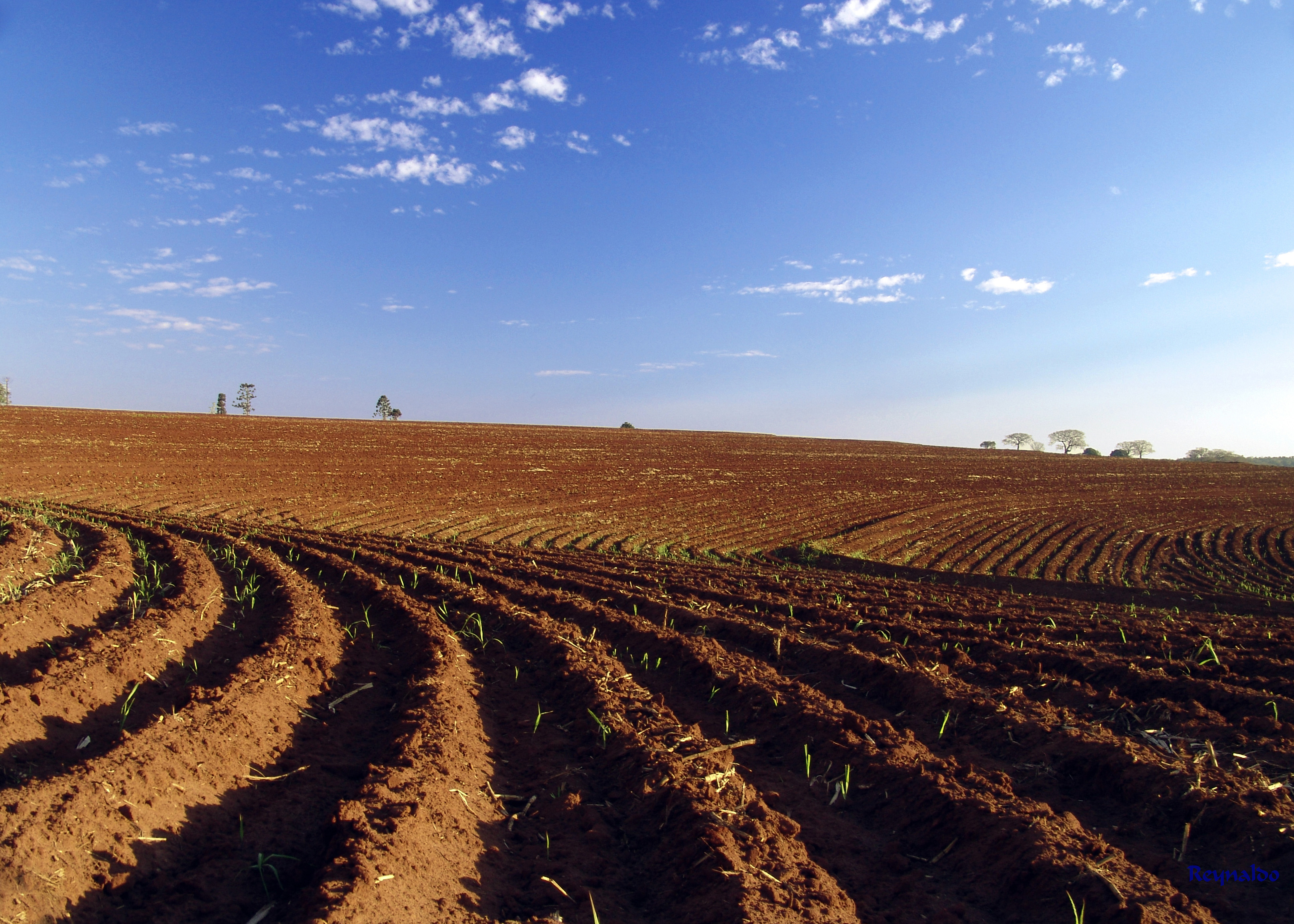
Arado para plantio de cana-de-açúcar